# Albemarle Street
Albemarle Street è una strada di Mayfair a Londra. La strada congiunge Piccadilly a Bond Street.
Famosa per essere associata storicamente a George Gordon Byron, il cui editore John Murray vi ha stabilito la sua sede, e a Oscar Wilde, un membro del Albermarle Club. Il Brown's Hotel si trova al nº 33 di Albemarle Street. Di notevole importanza anche la presenza, al nº 21, della sede della Royal Institution, nei cui laboratori il famoso scienziato Michael Faraday fece le sue fondamentali scoperte sull'elettromagnetismo.

## Storia
Albemarle Street è stata costruita da un consorzio di sviluppatori capeggiati da Sir Thomas Bond. Nel 1683 Christopher Monck, II duca di Albemarle comprò Clarendon House; a quel tempo il palazzo era circondato da campi aperti, così procedettero a demolirlo e a sviluppare la zona. Albermarle Street è stata la prima strada a senso unico creata con lo scopo di migliorare il flusso del traffico a Londra, infatti vi erano spesso ingorghi stradali formate dalle carrozze trainate da cavalli. La decisione fu presa dopo una serie di conferenze tenute da Samuel Taylor Coleridge alla Royal Institution.

## Galleria d'immagini

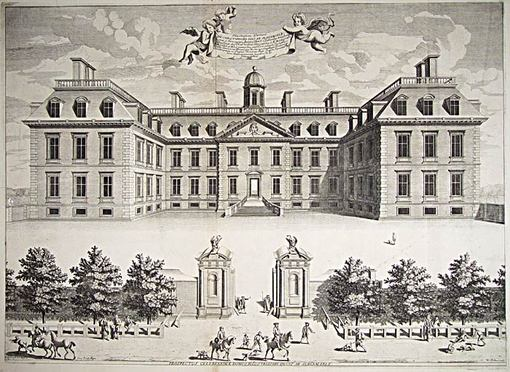
Vista di Clarendon House, ora demolita. Albemarle Street attraversa il centro del sito della casa.